# Čerkasy
Čerkasy (ukrajinsky Черкаси, rusky Черкассы / Čerkassy) jsou město na střední Ukrajině, zhruba 200 km od Kyjeva. Leží na pravém břehu středního toku Dněpru. Čerkasy jsou administrativním, kulturním a ekonomickým centrem Čerkaské oblasti. Ve městě žije přibližně 270 tisíc obyvatel, převážně Ukrajinců.

## Dějiny
Městečko bylo založeno ve 13. století na území Kyjevské Rusi. Od 14. století se nacházelo v hranicích Litevského velkoknížectví, v roce 1569 se stalo také častí Polského království. V 17. století městečko přežilo hodně kozáckých povstání a válek a roku 1679 po přesídleni části obyvatel na levý břeh město zůstalo skoro zničené. V roce 1791 Čerkasy obdržely magdeburské právo. Po druhém dělení Polska v roce 1793 se město stalo součástí Kyjevské gubernie Ruského impéria.
Počet obyvatel v roce 1883 byl 15,7 tisíc a v roce 1897 už 26,6 tisíc. Po revoluci roku 1917 a občanské válce se město stalo částí Ukrajinské sovětské socialistické republiky. Od roku 1954 je město centrem Čerkaské oblasti. Od tohoto okamžiku až po vyhlášení nezávislosti Ukrajiny v roce 1991 probíhal největší rozvoj města a byly postaveny nejdůležitější průmyslové podniky města, například chemický závod AZOT. Vznikla tři nová velká sídliště a počet obyvatel vzrostl na téměř 300 tisíc.

## Památky
Kvůli druhé světové válce a zatopení větší části pobřeží Dněpru se stará část města nedochovala. Známými zdejšími památkami jsou například Vrchol Slávy s pomníkem „Rodina-Mat“, chrám svatého Michala a také jediný buddhistický chrám na Ukrajině.

## Doprava
Ve městě se nachází železniční stanice, říční přístav, malé letiště a dvě autobusová nádraží. Součástí cesty přes řeku je nejdelší most na Ukrajině, který spolu s několika přehradami tvoří přejezd přes Dněpr dlouhý přibližně 12 km.[zdroj?]

## Rodáci
- Mojsej Urickij (1873–1918), politik
- Georgij Pjatakov (1890–1937), politik
- Artem Dovbyk (* 1997), fotbalista
- Ilja Kovtun (* 2003), sportovní gymnasta, stříbrný medailista na LOH 2024

## Galerie

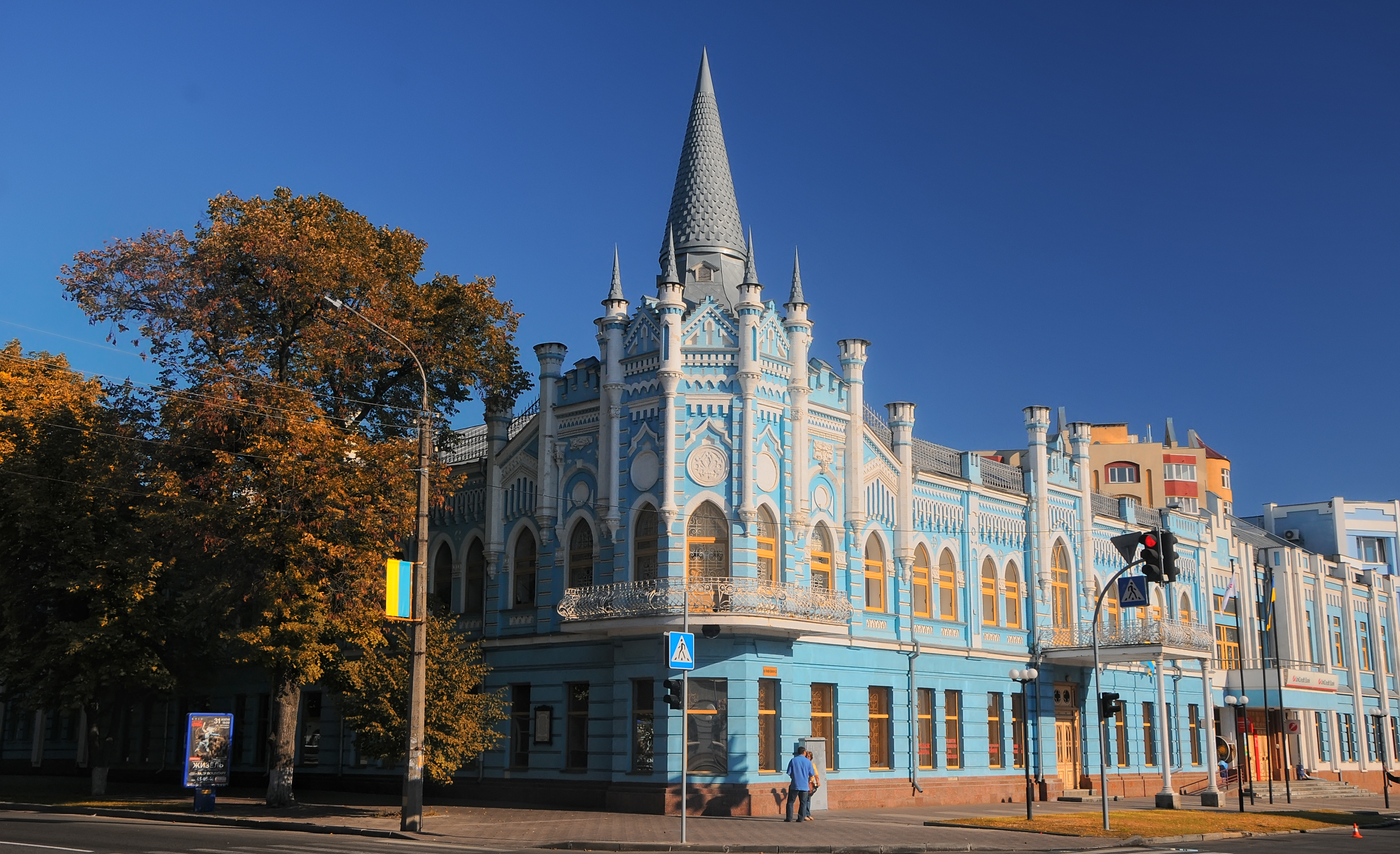
Budova někdejšího hotelu Slovjanskyj, nyní banka
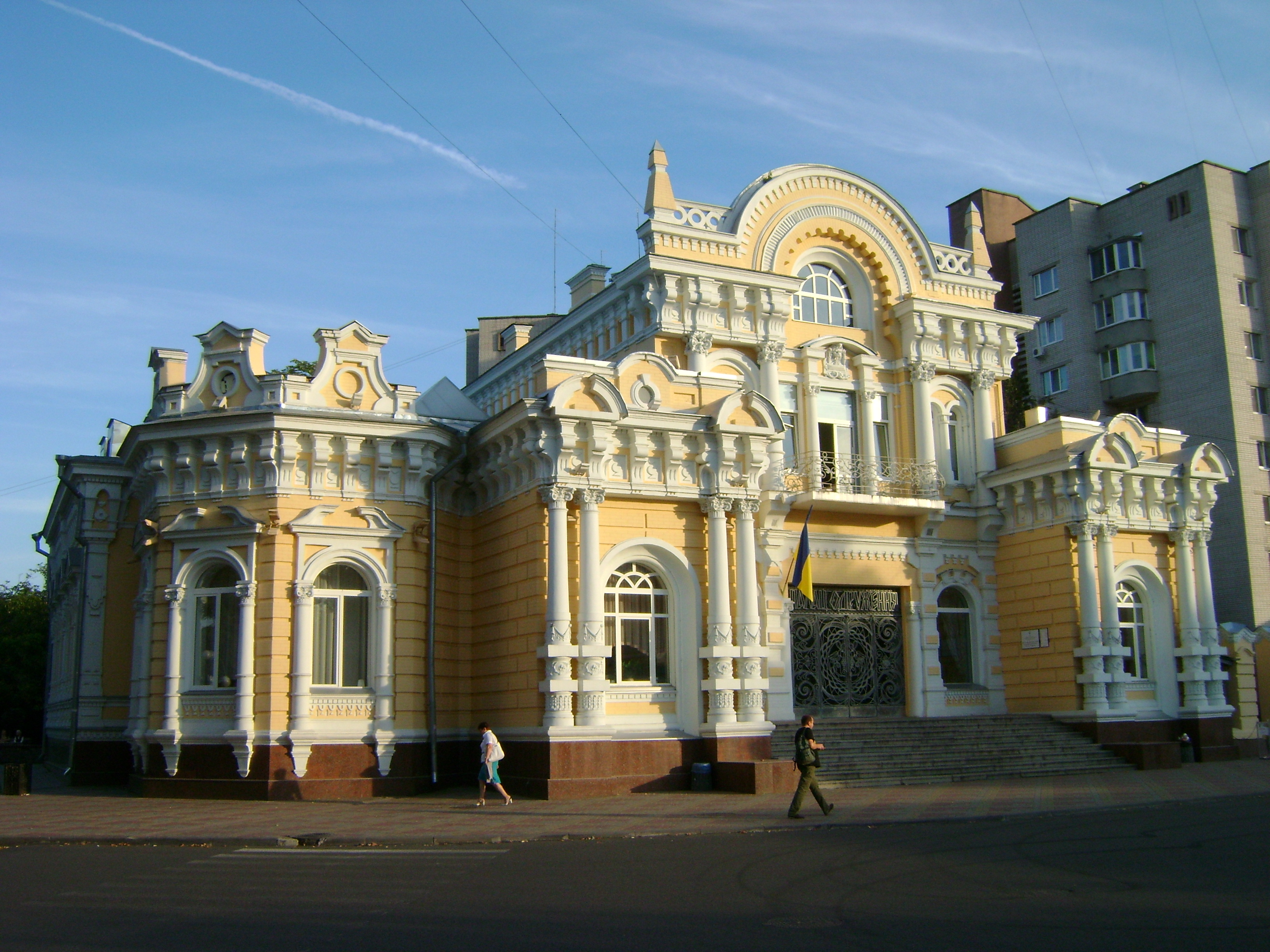
Svatební palác z let 1907–1912

## Partnerská města
- Aktau, Kazachstán
- Bydhošť, Polsko
- Perm, Rusko
- Petach Tikva, Izrael
- Santa Rosa, USA
- Sumqayit, Ázerbájdžán
- Tiraspol, Moldavsko